# Вільгельм Райнгард (льотчик)
Вільгельм «Віллі» Райнгард (нім. Wilhelm "Willi" Reinhard; 12 березня 1891, Дюссельдорф — 3 липня 1918, Берлін) — німецький льотчик-ас, гауптман Прусської армії (23 березня 1918).

## Біографія
Розпочав військову службу з підготовки на офіцера у 1909 році і був направлений до 14-го баварського полку пішої артилерії. Вирушивши на Першу світову війну в 1914 року, отримав у листопаді того ж року тяжке поранення, але повернувся до свого полку в червні 1915 року
Райнгард був прийнятий на льотну підготовку і після її завершення відправлений на фронт, де був вдруге тяжко поранений у грудні 1915 року. Повернувшись до ладу в лютому 1916 року, Райнхард почав літати у складі 205-го льотного дивізіону, доки його не перевели на Балкани у 28-й льотний дивізіон.
На початку 1917 року повернувся на Західний фронт і, пройшовши підготовку в училищі винищувальної авіації, 24 червня був направлений в 11-ту винищувальну ескадрилью. У бою 4 вересня 1917 року, о 09:15, над лісом Гаутгюльст Райнгард отримав поранення, а після лікування 26 листопада 1917 року прийняв командування над 6-ю винищувальною ескадрильєю. Після загибелі барона Манфреда фон Ріхтгофена 22 квітня 1918 року Райнгард прийняв під своє командування 1-шу винищувальну ескадру.
18 червня 1918 року Райнгард прибув Берлін, щоб взяти участь у випробуваннях нових літаків, що проходили на приміському аеродромі Адлерсгоф. 3 липня 1918 року він загинув під час випробувань нової конструкції Дорньє — винищувача Zeppelin-Lindau D.I. Його вже попередньо облітав Герман Герінг, але коли Райнхард піднявся на ньому в повітря, підламалися стійки, і з літака зірвало верхню площину. Похований у своєму рідному місті Дюссельдорфі.
Всього за час бойових дій здобув 20 перемог.

## Нагороди
- Залізний хрест 2-го і 1-го класу
- Нагрудний знак військового пілота (Пруссія)
- Орден «За хоробрість» 4-го ступеня, 2-й і 1-й класу (Третє Болгарське царство)
- Орден Церінгенського лева, лицарський хрест 2-го класу з мечами
- Королівський орден дому Гогенцоллернів, лицарський хрест з мечами (11 квітня 1918)

Був представлений до нагородження орденом Pour le Mérite, проте загинув до затвердження нагородження.